# Jaguar I-Pace
Jaguar I-Pace — электромобиль от британской компании Jaguar Land Rover,  которая является дочерним предприятием индийской Tata. В качестве серийного электромобиля, был впервые показан публике 6 марта 2018 г. на Женевском автосалоне. Имеет пять полноразмерных сидений, багажное отделение объемом более 1453 литров и 27-литровый передний отсек.

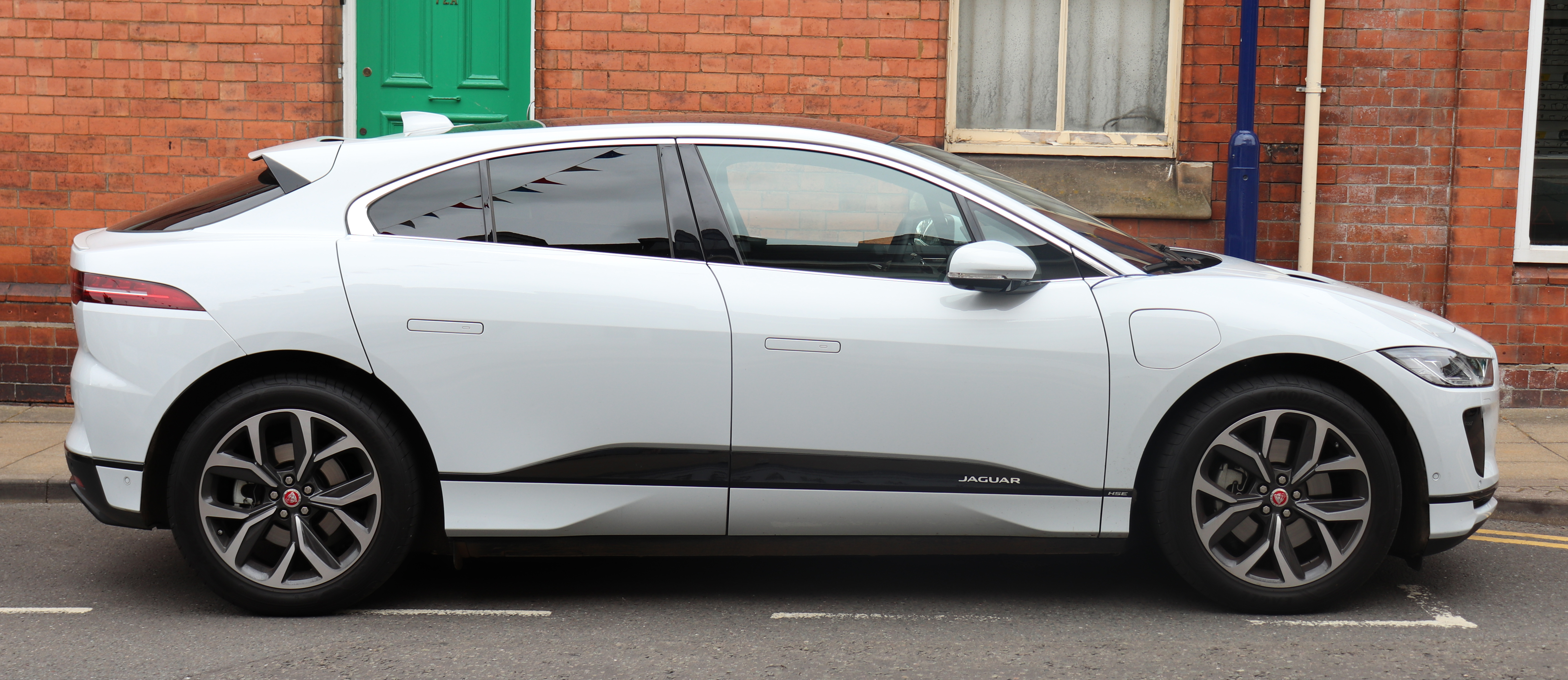
Вид сбоку
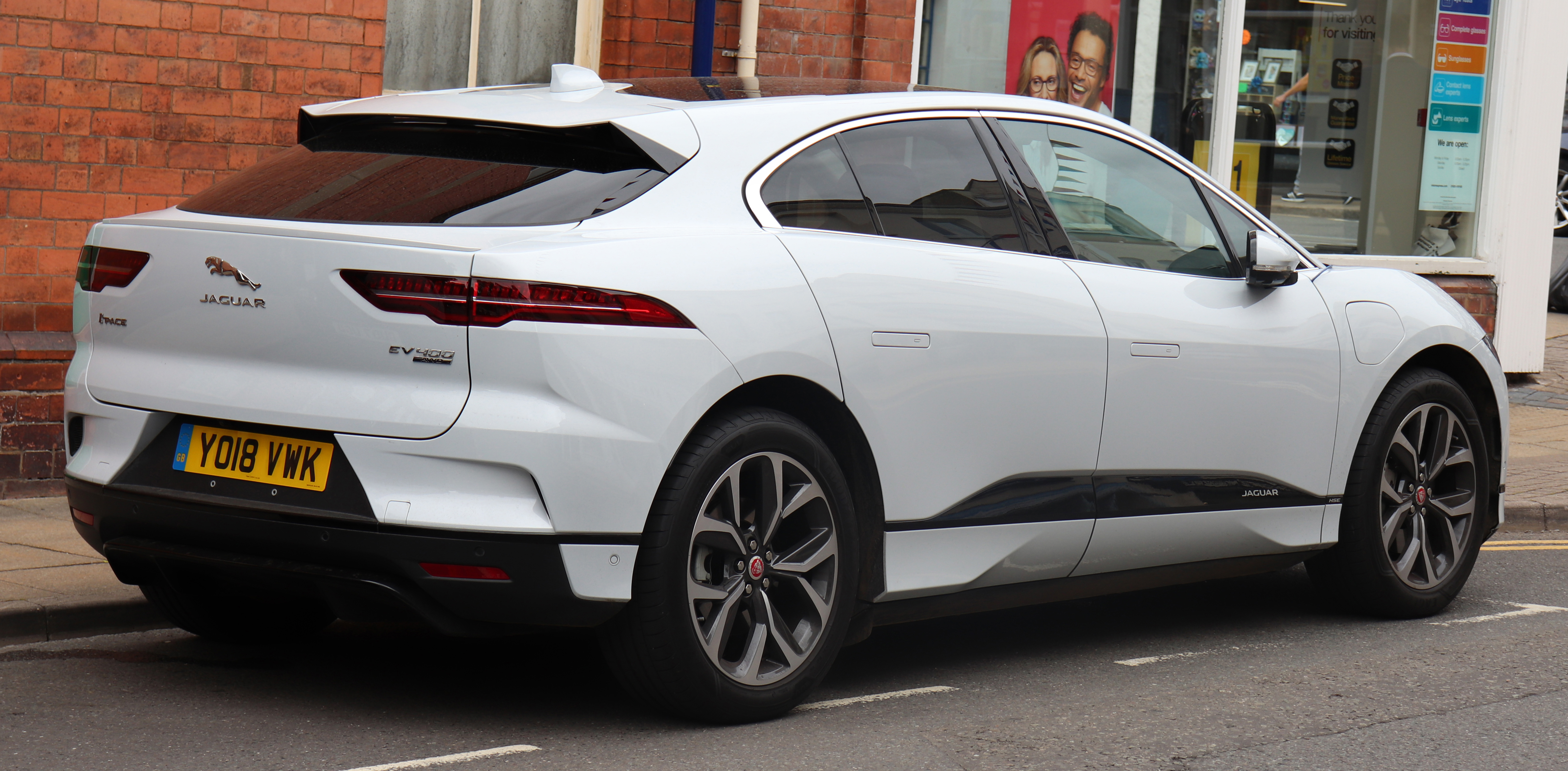
Вид сзади
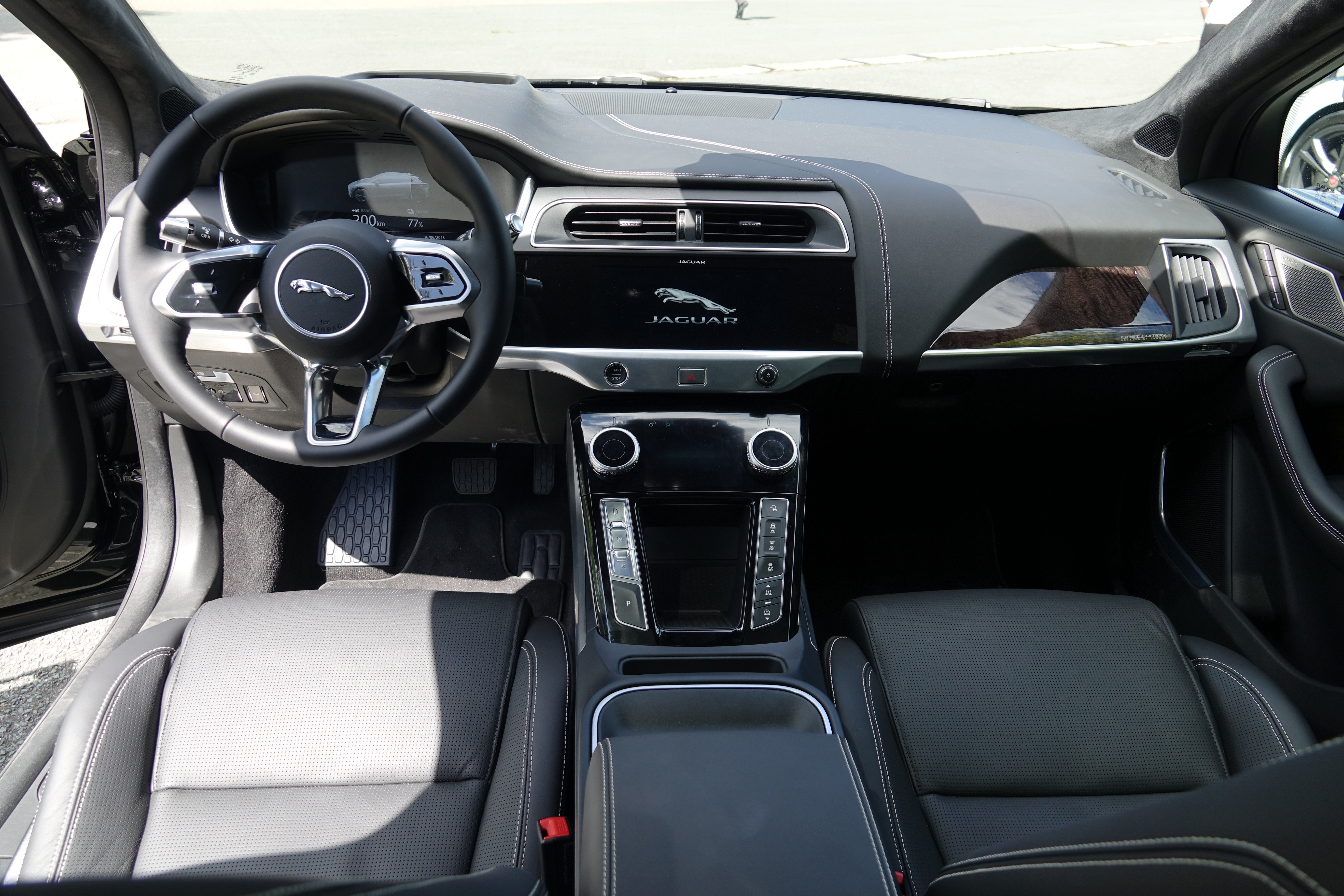
Салон

## Награды
В 2019 году Jaguar I-Pace стал победителем конкурсов Европейский автомобиль года и Всемирный автомобиль года.. В 2018 г. Euro NCAP-Краш-тест присвоил Jaguar I-Pace пять из пяти возможных звёзд.

## Технические характеристики
| | EV400 S                                           | EV320 SE                                          |
| --- | ------------------------------------------------- | ------------------------------------------------- |
| Годы производства                                                                                              | 09/2018-                                          | 08/2020-                                          |
| Тип двигателя                                                                                                  | 2× Синхронных электродвигателя                    | 2× Синхронных электродвигателя                    |
| Максимальная мощность                                                                                          | 147 кВт (200 л.с.); Совокупная 294 кВт (400 л.с.) | 118 кВт (160 л.с.); Совокупная 235 кВт (320 л.с.) |
| Крутящий момент                                                                                                | 348 Н⋅м; Совокупный 696 Н⋅м                       | 250 Н⋅м; Совокупный 500 Н⋅м                       |
| Привод | Полный привод                                     | Полный привод                                     |
| Разгон 0-100 км/ч                                                                                              | 4,8 с                                             | 6,4 с                                             |
| Максимальная скорость                                                                                          | 200 км/ч                                          | 180 км/ч                                          |
| Расход на 100 км (по циклу WLTP) (по циклу ADAC)                                                               | 21,2 кВт⋅ч 27,6 кВт⋅ч                             | 23 кВт⋅ч                                          |
| Запас хода ( по циклу WLTP) ( по циклу ADAC)                                                                   | 470 км 365 км                                     | 470 км                                            |
| Ёмкость батареи                                                                                                | 90,2 кВт⋅ч                                        | 90,2 кВт⋅ч                                        |
| Длительность зарядки переменным током 11 кВт 100 % (Тип 2) Длительность зарядки постоянным током до 80 % (CCS) | 8,6 ч 40 мин                                      | 8,6 ч 40 мин                                      |

## В России
Электромобиль Jaguar I-Pace официально продавался в России с 2018 до 2022 года. В момент старта продаж в декабре 2018 года цены на модель начинались с 6 107 000 рублей.
| Год  | Продано в России, шт. |
| ---- | --------------------- |
| 2018 | 8                     |
| 2019 | 130                   |
| 2020 | 72                    |
| 2021 | 76                    |
| 2022 | 24                    |